# Титуларни савјетник
Титуларни савјетник (рус. титулярный советник) је био грађански чин IX класе у Табели рангова Руске Империје. Одговарао је чину штабног капетана армије, штабног ротмистра коњице, козачког подесаула и лајтанту војне морнарице Руске Империје.
Од 1845. давао је право на лично племство. Овим чином се завршавала каријера већине чиновника. Многи чиновници су остајали у том чину и њих су подругљиво називали вјечни титуларни савјетници. 
Укинут је 1917. од стране Совјета народних комесара.